# Fritz de Quervain
Fritz de Quervain, né à Sion le 4 mai 1868 et mort le 24 janvier 1940 à Berne, est un chirurgien suisse, spécialiste de la thyroïde.

## Biographie
La famille est de souche bretonne (la terre de Kerven en breton) et un des aïeux protestant émigre à Vevey au XVIIe siècle. Fritz de Quervain est le fils ainé d'un pasteur, père de dix enfants.
Il passe son doctorat en 1892 à l'Université de Berne et devient en 1897 directeur du département de chirurgie à l'hôpital de La Chaux-de-Fonds. Nommé en 1910 à la chaire de chirurgie à l'Université de Berne en succession d'Emil Theodor Kocher, il est professeur de chirurgie de 1910 à 1918 puis directeur de l'Hôpital de Berne après 1918. Il est nommé recteur de l'Université de Berne de 1935 à 1936. Il est reconnu comme un des grands spécialistes des maladies de la thyroïde.

## Œuvres et publications
Il a publié de nombreux articles consacrés aux maladies de la thyroïde, notamment leur épidémiologie.
- (de) « Über eine Form von chronischer Tendovaginitis », Correspondenz-Blatt für Schweizer Arzte, 1895,Vol. 25, pp. 389–94, Texte intégral.
- « De la hernie de force », 1900.
- (de) « Ueber acute, nicht eiterige Thyreoiditis », Archiv für Klinische Chirurgie, 1902, Vol. 67, pp. 706–14, Texte intégral.
- « De l'origine des néoplasmes malins », 1903.
- « Les traumatismes du rachis », 1908.
- « De la Métamorphose des néoplasmes », [Extrait de la Semaine médicale, 21 septembre 1910], In-8° , 26 p., 1910.
- « Les Principes modernes dans le traitement des tuberculoses dites chirurgicales », 1912.
- Des erreurs de diagnostic dans l'appendicite, 1913.
- (de) Spezielle chirurgische Diagnostik für Studierende und Ärzte, F. C. W. Vogel (Leipzig), 1922, 1 vol. (XV-930 p.) : fig. ; 25 cm.
- (de) Die struma Maligna, [Mit 81 Teils farbigen Abbildungen, Mit einem Geleitwort von Prof. Dr. Carl Wegelin], F. Enke (Stuttgart), 1941, 1 vol. (VII-160 p.) : ill. en noir et en coul., tables, diagr. ; 27 cm.

## Éponymie
- Tendinite de De Quervain : inflammation de la gaine qui entoure deux tendons contrôlant le mouvement du pouce.
- Thyroïdite subaiguë de De Quervain : inflammation non bactérienne de la glande thyroïde, souvent après une infection virale des voies respiratoires.
- Pince gouge de De Quervain